# Tejeda de Tiétar
Tejeda de Tiétar és un municipi de la província de Càceres, a la comunitat autònoma d'Extremadura (Espanya). Té una pedania: Valdeíñigos. Limita amb els municipis d'Arroyomolinos de la Vera, Gargüera de la Vera, Malpartida de Plasencia, Toril, Majadas de Tiétar i Pasarón de la Vera.

## Demografia
| 2001 | 2002 | 2003 | 2004 | 2005 | 2006 |
| ---- | ---- | ---- | ---- | ---- | ---- |
| 1023 | 1015 | 1000 | 987  | 976  | 967  |